# Antônio Prudente
Antônio Prudente Meirelles de Moraes (Professor Antônio Prudente) (Piracicaba, 8 de julho de 1906 - Rio de Janeiro, 17 de setembro de 1965) foi professor de medicina e cirurgião dedicado à cirurgia reconstrutiva no tratamento do câncer e da hanseníase. Foi um dos pioneiros, junto com sua esposa Carmem Prudente, na luta popular contra o câncer no Brasil.

## Biografia
Antônio Prudente era filho de Antônio Prudente de Moraes (sexto filho de Prudente de Moraes, 1º presidente civil da república) e de Maria França Meirelles. Formou-se pela Faculdade de Medicina da USP em 1928, e se aperfeiçoou, em Berlim, com o médico alemão Prof. Franz Keysser, em técnicas reconstitutivas de tecidos afetados por tumores, utilizando bisturis elétricos, desenvolvidos por Keysser e sua equipe . A eletrocirurgia, nessa época, havia aberto novas possibilidades de tratamento de tumores até então considerados inoperáveis.
Em 1931 regressou ao Brasil e foi nomeado Prof. Assistente na cadeira de Técnica Cirúrgica da Faculdade de Medicina da USP. A partir de 1935 assumiu a cadeira de Prof. Catedrático de Cirurgia Reparadora e Plástica da Escola Paulista de Medicina.
Em 1933 publicou uma série de cinco artigos no jornal O Estado de S.Paulo, iniciando a luta popular contra o câncer. Um ano depois, em 1934, criou a Associação Paulista de Combate ao Câncer, que estaria à frente da campanha contra o câncer.
Assumiu o cargo de cirurgião do Departamento Estadual de Lepra, onde trabalhou até 1937 como cirurgião plástico no atendimento a pacientes devastados pela hanseníase. Foi duas vezes diretor do Serviço Nacional de Câncer do Ministério da Saúde e Vice-Presidente da Sociedade Pan-Pacífica de Cirurgia.
Sua esposa, Carmen Anne Dias Prudente, fundou a Rede Feminina Nacional de Combate ao Câncer, e ajudou nas campanhas para arrecadação de fundos para a construção de um hospital . O esforço do casal culminou com a inauguração do Instituto Central do Hospital Antônio Cândido Camargo (A.C. Camargo), em São Paulo, no dia 23 de março de 1953.
Presidio o VI Congresso Internacional de Câncer, da União Internacional Contra o Câncer, em São Paulo, em 1953. O encontro reuniu mais de mil estudiosos do tema, sendo a primeiro evento desse porte em relação ao câncer no país.

## Homenagens
Em sua homenagem, há ruas em São Paulo e em São Bernardo do Campo , um hospital em Fortaleza , um hospital em Natal, a Fundação Antônio Prudente, mantenedora do Hospital A.C. Camargo e o Centro Antônio Prudente para Pesquisa e Tratamento do Câncer, da Fundação de Amparo à Pesquisa do Estado de São Paulo 
Em 20 de abril de 1983, foi lançado um selo, em sua homenagem, pelos Correios.

## Publicação científica
Publicou 211 trabalhos científicos relacionados à cirurgia plástica ou reconstruções. Escreveu 7 livros, entre eles; “Cirurgia Plástica Mamária” (1936), “Reparação no Câncer” (1939), “Tratamento de Feridas” (1941), “Novas Técnicas Operatórias de Cirurgia do Câncer” (1951) e “Amputação Interescápulo-torácica no Tratamento do Câncer” (1960) . Ministrou conferências em inúmeros países e pertenceu a mais de 27 sociedades médicas, entre elas: American College of Surgeons, Colégio Brasileiro de Cirurgiões, Societé des Chirurgiens de Paris, Society of Head and Neck Surgeons, Societat Italiana de Cancerologia e Sociedad Argentina de Cirugia.